# Liste der Biografien/Aui
Liste der Biografien |
Portal Biografien |
Personensuche
# |
A |
B |
C |
D |
E |
F |
G |
H |
I |
J |
K |
L |
M |
N |
O |
P |
Q |
R |
S |
T |
U |
V |
W |
X |
Y |
Z |
?
 
Aa |
Ab |
Ac |
Ad |
Ae |
Af |
Ag |
Ah |
Ai |
Aj |
Ak |
Al |
Am |
An |
Ao |
Ap |
Aq |
Ar |
As |
At |
Au |
Av |
Aw |
Ax |
Ay |
Az
 
Aua |
Aub |
Auc |
Aud |
Aue |
Auf |
Aug |
Auh |
Aui |
Auj |
Auk |
Aul |
Aum |
Aun |
Aup |
Aur |
Aus |
Aut |
Auv |
Auw |
Aux |
Auz
Die Liste der Biografien führt alle Personen auf, die in der deutschsprachigen Wikipedia einen Artikel haben. Dieses ist eine Teilliste mit 10 Einträgen von Personen, deren Namen mit den Buchstaben „Aui“ beginnt.

## Aui

### Auin
- Auinger, August (* 1955), österreichischer Grand-Prix-MotorradfahrerAugust Auinger (* 1955)

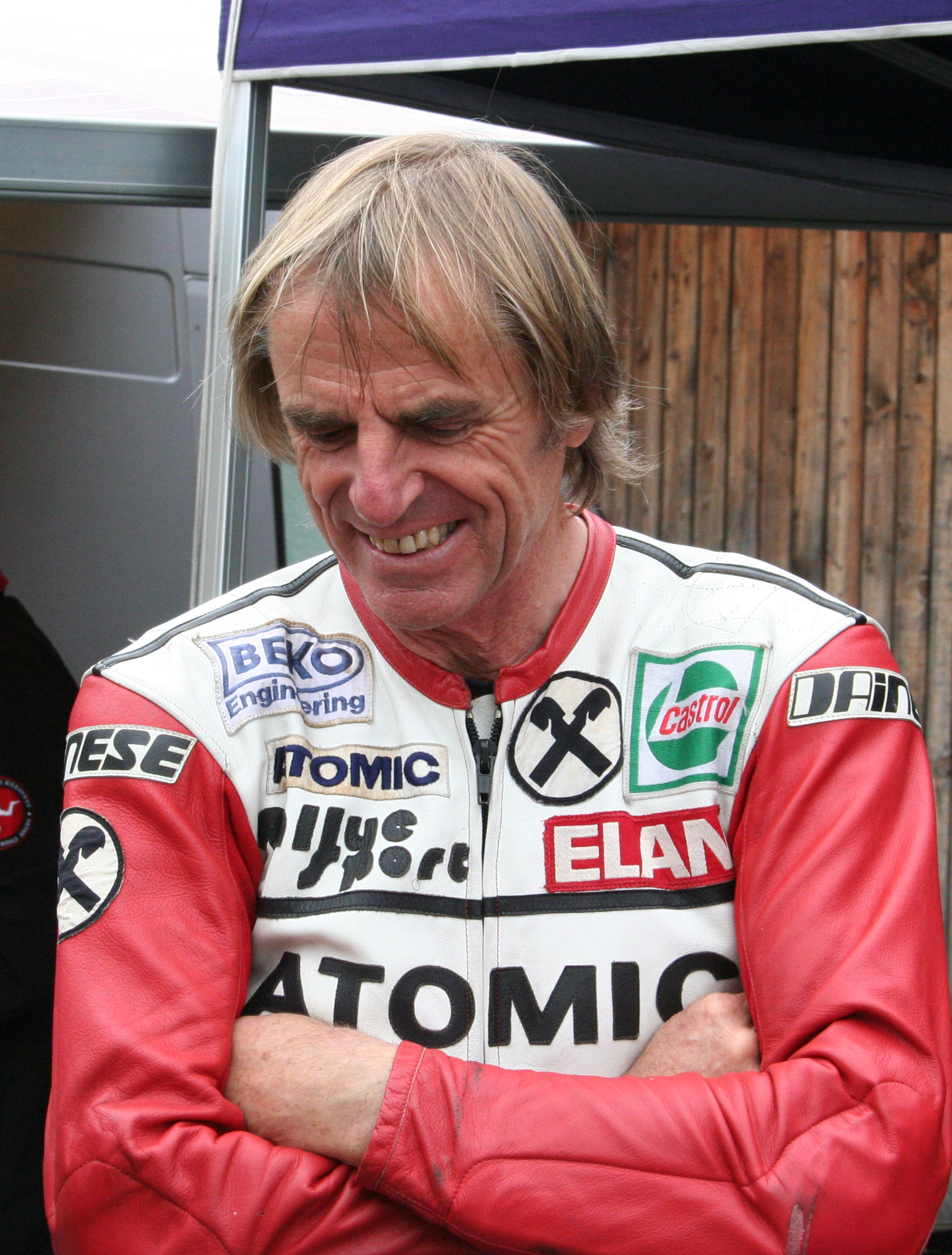
August Auinger (* 1955)

- Auinger, Bernhard (* 1974), österreichischer Politiker (SPÖ)
- Auinger, Bernhard (* 1982), österreichischer Automobilrennfahrer
- Auinger, Johann (1866–1943), österreichischer Politiker (HB), Abgeordneter zum Nationalrat
- Auinger, Josef (1897–1960), österreichischer Jurist, SS-Führer und Gestapomitarbeiter
- Auinger, Martin (* 1967), österreichischer Autor
- Auinger, Mathias (1810–1890), österreichischer Paläontologe
- Auinger, Sam (* 1956), österreichischer Komponist und Klangkünstler
- Auinger-Oberzaucher, Gertraud (* 1971), österreichische Politikerin (NEOS), Abgeordnete zum Nationalrat

### Auit
- Auítzotl († 1502), Herrscher der Azteken